# Widmo emisyjne

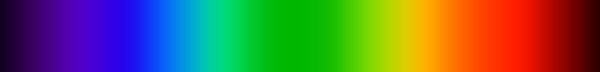
Widmo emisyjne ciągłe

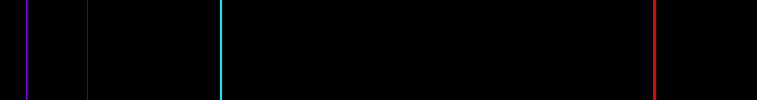
Widmo emisyjne liniowe wodoru

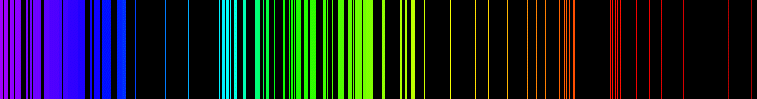
Widmo pasmowo liniowe atomów żelaza

Widmo emisyjne – widmo spektroskopowe, które jest obrazem promieniowania elektromagnetycznego, wysyłanego przez ciało.
Widmo emisyjne powstaje, gdy obdarzone ładunkiem elektrycznym elektrony, atomy, cząstki lub fragmenty cząsteczek tworzących dane ciało, będąc wzbudzonymi, przechodzą ze stanu o wyższej energii do stanu o niższej energii. Przejściu temu towarzyszy emisja kwantu promieniowania elektromagnetycznego o energii równej różnicy energii poziomów, między którymi przeszła cząstka.

## Charakterystyka
Dla gazów atomów prostych widmo emisyjne przyjmuje często formę serii dobrze odseparowanych częstotliwości, które spektrometry rejestrują w formie prążków. Układ tych prążków jednoznacznie wskazuje na obecność określonego pierwiastka w gazie i jest nazywany widmem atomowym. Umożliwia to m.in. ustalanie, na podstawie widm emisyjnych, składu pierwiastkowego odległych ciał niebieskich. Dla ciał stałych i cieczy widmo emisyjne jest ciągłe. Dla gazów atomów o złożonej budowie otrzymuje się widmo pasmowe.